# Wołodymyr Decykewycz

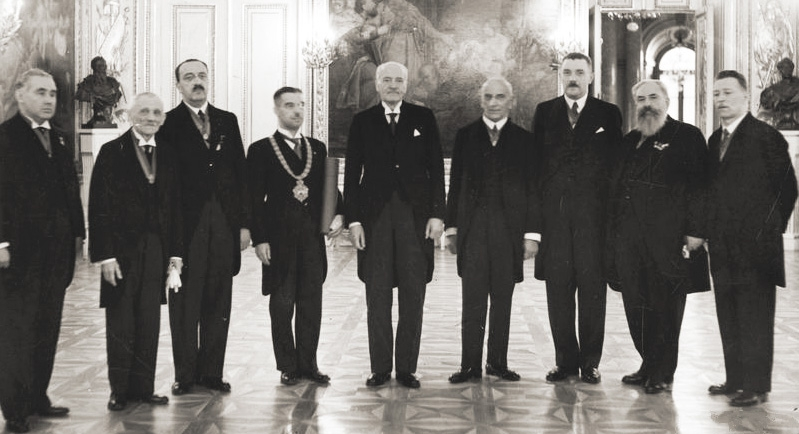
Delegacja Lwowa na audiencji u prezydenta Ignacego Mościckiego 13.09.1936. W centrum: Stanisław Ostrowski (z łańcuchem prezydenta miasta), Ignacy Mościcki, Wołodymyr Decykewycz

Wołodymyr Decykewycz, ukr. Володимир Децикевич, Włodzimierz Decykiewicz (ur. 29 grudnia 1865 we Lwowie; zm. 14 kwietnia 1949 w Gdańsku) – ukraiński działacz polityczny i społeczny, doktor nauk prawnych, urzędnik samorządowy, senator RP II, IV i V kadencji (1928–1930, 1935–1939).

## Życiorys
Ukończył studia na Wydziale Prawa Uniwersytetu Lwowskiego. W latach 1906–1916 był szefem departamentu Galicji w Ministerstwie Spraw Wewnętrznych w Wiedniu. W latach 1916–1918 wiceprzewodniczący Namiestnictwa we Lwowie, 1 listopada 1918 ostatni austriacki namiestnik Galicji (władzę przekazał mu gen. Karl Georg Huyn).
W II Rzeczypospolitej był członkiem Tymczasowego Wydziału Samorządowego we Lwowie (1920–1928) i członkiem Rady Przybocznej Komisarza Rządu na miasto Lwów, od 1927 radny Lwowa (z nominacji) i ławnik miejski, od 1928 członek lwowskiego Wydziału Wojewódzkiego.
W latach 1921–1925 był przewodniczącym ukraińskiego tajnego kuratorium szkolnictwa wyższego we Lwowie, wykładał również prawo na Tajnym Uniwersytecie Ukraińskim. Do 25 maja 1932  przewodniczący Ukraińskiego Związku Katolickiego. Przewodniczący Towarzystwa Przyjaciół Oświaty (1927–1932), Kuratorium Ukraińskiego Muzeum Narodowego we Lwowie (od 1930). Członek zarządu Towarzystwa Naukowego im. Szewczenki, członek zarządu „Proswity”, członek egzekutywy Ukraińskiego Komitetu Pomocy Bezrobotnym i Ubogim jako delegat ordynariusza biskupstwa greckokatolickiego w Stanisławowie (w 1932 prezes), członek władz „Ridnej Szkoły”.
W 1938 był członkiem komisji mediacyjnej w Ukraińskim Zjednoczeniu Narodowo-Demokratycznym, konsolidującej dwie zwalczające się frakcje.
Po agresji ZSRR na Polskę  był w końcu września 1939 wiceprzewodniczącym Tymczasowego Ukraińskiego Komitetu Pomocy (reprezentacji ludności ukraińskiej wobec władz sowieckich), którego sowieckie władze okupacyjne nie uznały.
Przez okres okupacji sowieckiej cały czas mieszkał we Lwowie, ale uniknął represji NKWD. W 1943 wyjechał z żoną ze Lwowa, zamieszkali u krewnych w Nowym Targu. W ramach akcji PUR osiedlił się w Sopocie, pisał wspomnienia.
Zmarł w Gdańsku. Pochowany na cmentarzu parafii NMP Gwiazdy Morza w Sopocie, ul. Malczewskiego  (kwatera F1-3-29).

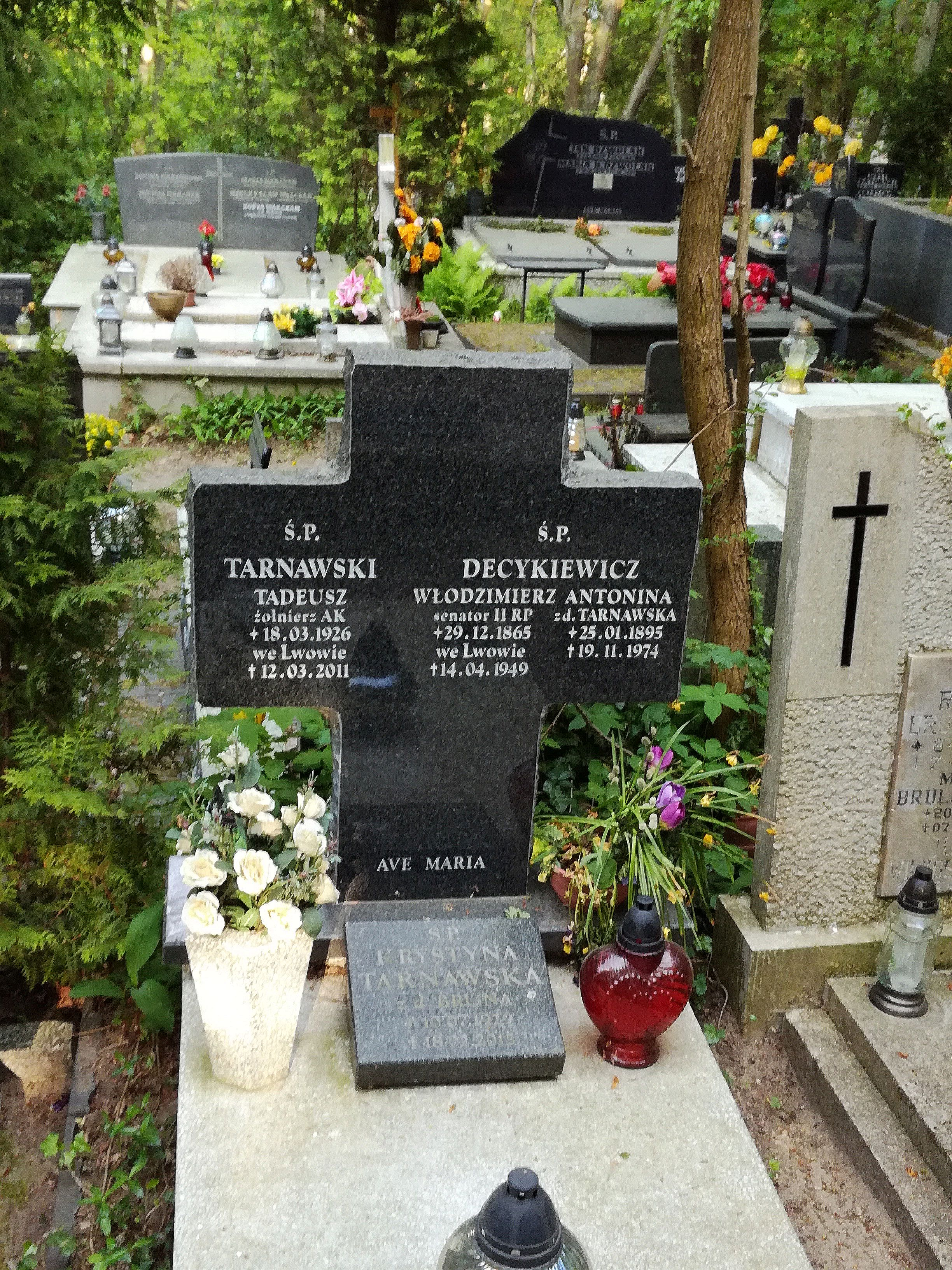
Grób Wołodymyra Decykewycza i Tadeusza Tarnawskiego na cmentarzu katolickim w Sopocie